# KIC 6185331
KIC 6185331 — звезда в созвездии Дракона. Вокруг звезды обращается, как минимум, одна планета. Открытие планеты совершили астрономы-любители в рамках проекта Planet Hunters.

## Характеристики
KIC 6185331 представляет собой звезду 15 видимой величины, по многим параметрам похожую на Солнце. Её масса и радиус равны 1,02 и 1,27 солнечных соответственно. Температура поверхности составляет около 5619 кельвинов. KIC 6185331 имеет слабую хромосферную активность. Её возраст оценивается приблизительно в 8,7 миллиардов лет.

## Планетная система
В 2011 году, используя данные, полученные орбитальным телескопом Kepler, группа астрономов-любителей в рамках проекта Planet Hunters открыла планету KIC 6185331 b в данной системе. В отличие от проекта SETI@Home, в Planet Hunters участники непосредственно занимаются обработкой данных, отслеживая признаки присутствия планет у звёзд. Открытая планета представляет собой, вероятно, газовый гигант: её масса неизвестна, однако размеры составляют 72 % размеров Юпитера. Она обращается близко к родительской звезде — на расстоянии 0,26 а. е. Год на ней длится около 50 суток.